# Azza Air Transport
Azza Transport Company (conosciuta anche come Azza Air Transport) era una compagnia aerea cargo con sede a Khartoum, in Sudan. Gestiva un servizio di noleggio merci in tutta l'Africa e il Medio Oriente e stava pianificando servizi per l'Europa. Il suo hub era all'aeroporto internazionale di Khartoum.